# Ned Zelić
Ned Zelić (født 4. juli 1971) er en tidligere australsk fodboldspiller.

## Australiens fodboldlandshold
| Australiens landshold | Australiens landshold | Australiens landshold |
| År                    | Kmp                   | Mål                   |
| --------------------- | --------------------- | --------------------- |
| 1991                  | 3                     | 0                     |
| 1992                  | 5                     | 0                     |
| 1993                  | 5                     | 1                     |
| 1994                  | 2                     | 0                     |
| 1995                  | 3                     | 0                     |
| 1996                  | 0                     | 0                     |
| 1997                  | 14                    | 2                     |
| Total                 | 32                    | 3                     |